# Municipio de Kenney
El municipio de Kenney (en inglés: Kenney Township) es un municipio ubicado en el condado de Perry en el estado estadounidense de Arkansas. En el año 2010 tenía una población de 113 habitantes y una densidad poblacional de 5,35 personas por km².

## Geografía
El municipio de Kenney se encuentra ubicado en las coordenadas 34°58′31″N 92°39′00″O / 34.97528, -92.65000. Según la Oficina del Censo de los Estados Unidos, el municipio tiene una superficie total de 21.13 km², de la cual 20,77 km² corresponden a tierra firme y (1,7 %) 0,36 km² es agua.

## Demografía
Según el censo de 2010, había 113 personas residiendo en el municipio de Kenney. La densidad de población era de 5,35 hab./km². De los 113 habitantes, el municipio de Kenney estaba compuesto por el 92,92 % blancos, el 0,88 % eran amerindios y el 6,19 % eran de una mezcla de razas. Del total de la población el 0 % eran hispanos o latinos de cualquier raza.